# Dröl-ma Tholus
Il Dröl-ma Tholus è una struttura geologica della superficie di Venere.